# چارچوب فهرست (در نرم افزار)

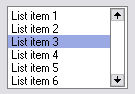
یک لیست باکس عمومی

یک چارچوبِ فهرست، یک عنصر کنترل گرافیکی است که به کاربر پروانه می‌دهد یک یا چند مورد را از فهرستی که در یک کادر متنی چند خطی و ثابت جای دارد، گزینش کند. کاربر برای گزینش یک مورد، درون کادر روی آن کلیک می‌کند، که گاهی اوقات با ... نیز همراه است.  یا  برای انتخاب چندگانه. "کلیک کردن همزمان با کنترل" روی موردی که قبلاً انتخاب شده است، آن را از حالت انتخاب خارج می‌کند.
یک چارچوب فهرست در استاندارد اکس‌فرمز(XForms)، select یا select1 نامیده می‌شود. Select برای این استفاده می‌شود که به کاربر اجازه دهد موارد پرشماری را از یک فهرست گزینش کند در حالی که select1 تنها به کاربر پروانه می‌دهد یک گزینه‌ی یکتا را از یک فهرست گزینش کند.

## اچ‌تی‌ام‌ال
در فرم‌های وب ، عناصر HTML <select multiple> <option> نمایش یک لیست‌باکس استفاده می‌شوند: 
```
<
select
 
multiple
>

  
<
option
>
List item 1
</
option
>

  
<
option
>
List item 2
</
option
>

  
<
option
>
List item 3
</
option
>

  
<
option
>
List item 4
</
option
>

  
<
option
>
List item 5
</
option
>

  
<
option
>
List item 6
</
option
>

</
select
>

```

## همچنین ببینید
- فهرست کشویی - مانند یک کادر فهرست، اما نه به طور دائم باز شده تا عناصر فهرست را نشان دهد.
- فهرست آمیغی - مانند یک فهرست کشویی، اما کاربران می‌توانند ورودی‌هایی را که در فهرست نیستند نیز ایجاد کنند.
- نوار پیمایش